# Бугаї Перші
Бугаї Перші — колишній населений пункт у Золочівському районі Харківської області, підпорядковувався Золочівській селищній раді.
1991-го в селі проживало 10 людей, 1998 року приєднане до села Орішанка. Село знаходилося між річками Уда та Рогозянка. По селу протікає пересихаючий струмок із загатами, за 2 км знаходиться село Орішанка.
12 червня 2020 року, розпорядженням Кабінету Міністрів України № 725-р «Про визначення адміністративних центрів та затвердження територій територіальних громад Харківської області», увійшло до складу Золочівської селищної громади.
19 липня 2020 року, в результаті адміністративно-територіальної реформи та ліквідації Золочівського району, село увійшло до складу Богодухівського району.

## Принагідно
- Картка постанови[недоступне посилання з травня 2019]
- Вікімапія [Архівовано 3 серпня 2016 у Wayback Machine.]